# Nanase Ohkawa
Nanase Ohkawa (大川七瀬, Ōkawa Nanase), ou Ageha Ohkawa (大川 緋芭, Ōkawa Ageha) entre 2004 et 2008,, née le 2 mai 1967 à Osaka, est une mangaka, membre du groupe CLAMP.
Elle est la chef de file de ce groupe féminin de mangaka, responsable des scénarios et du développement psychologique des personnages. Elle fixe également le nombre de pages et de tomes, et supervise le chara-design (dont elle s'occupe parfois elle-même). Enfin, elle gère la production et le calendrier de publication, et traite, au nom du groupe, avec les maisons d'édition (aussi bien japonaises qu'étrangères) et les magazines de prépublication. 